# Jenny (roman)
Jenny är en roman från 2006 av Jonas Gardell, den tredje om Juha Lindströms uppväxt. De två tidigare är En komikers uppväxt och Ett ufo gör entré. Till skillnad från de föregående böckerna står nu Juhas blyga, utstötta vän Jenny i centrum. I boken nystar Juha upp den tragedi som Jenny råkade ut för under den sista skolavslutningsfesten på nian. 25 år efter att Juha har lämnat Sävbyholm, den förort där han och Jenny växte upp, har han förlorat kontakten med både Jenny och de andra klasskamraterna, men Jennys öde tvingar honom att återvända till det förflutna än en gång.